# Laurent Esquerré
 Laurent Esquerré es un escultor, dibujante y pintor francés , nacido el 21 de marzo de 1967 en Toulouse.Vive y trabaja en Ivry-sur-Seine.

## Datos biográficos
En 1987, Laurent Esquerré abandonó su ciudad natal para estudiar arte. Ingresó a la Académie Charpentier en París para prepararse para los exámenes de ingreso a las grandes escuelas.
Al año siguiente, fue admitido tanto en la Escuela nacional superior de artes técnicas y teatro , entonces llamado " El Camino Blanco" y la École nationale supérieure des beaux-arts de París. Decidió continuar su formación como artista en el taller de Ouanes Amor en la escuela de Bellas Artes.
Apoyado por el artista Jean Michel Alberola y Henri Cueco, se graduó en 1992 con honores y participó en el Salon de Mai que se celebraba entonces en el Grand Palais. 
En sus comienzos, se dedicó principalmente a la pintura y el dibujo. Durante su primera esposición en la Galería Bernanos de París, presentó una serie de telas de gran formato. Inmersas en la mitología, se inscriben en la tradición simbolista y figurativa.

## Colecciones
La obra de Laurent Esquerré está presente en las siguientes colecciones:
- Colección de Litografías de la Biblioteca nacional de Francia
- Colección de Arte Contemporáneo del Conseil Général de la Haute Garonne[2]

### Prensa (selección)
- La Gazette, 17 Abr. 1998, Artículo H.R. Rivière
- Libération (periódico), 31 Oct. 2001, Artículo H.F. Debailleux
- L'Express, 17 Nov. 2005, Artículo A.C. Cesari
- L'Opinion Indépendante, 30 Dic. 2005, Artículo F. Marambat
- La Revue de la Céramique et du Verre, Ene. Feb. 2006, Artículo Michel Battle
- La Revue de la Céramique et du Verre, May. Jun. 2010, Artículo A. Escandell

Notas